# شهرستان سینان (گوئیژو)
شهرستان سینان (به انگلیسی: Sinan County) یک شهرستان در چین است که در تانگرن واقع شده‌است.